# جيم بلك
جيم بلك (بالإنجليزية: Jame Pollock)‏ لاعب هوكي جليد كندي ولد في 1979 في مدينة كيبك ويلعب حاليا في البطولة الروسية.

## روابط خارجية
- جيم بلك على موقع دوري الهوكي الوطني (الإنجليزية)
- جيم بلك على موقع EliteProspects.com (الإنجليزية)
- جيم بلك على موقع Eurohockey.com (الإنجليزية)
- جيم بلك على موقع HockeyDB.com (الإنجليزية)
- جيم بلك على موقع Hockey-Reference.com (الإنجليزية)